# Bakeneko

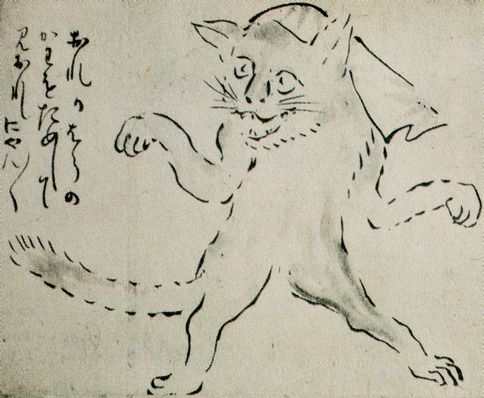
Un Bakeneko din Buson Yōkai Emaki de Yosa Buson.

Bakeneko („pisică schimbată”) este un tip de yōkai japonez (o creatură supranaturală), sau entitate supranaturală; mai precis, este o kaibyō sau pisică supranaturală.  Este adesea confundat cu Nekomata⁠(d), un alt yōkai asemănător unei pisici.  Distincția dintre ele este adesea ambiguă, dar cea mai mare diferență este că nekomata are două cozi, în timp ce bakeneko are doar una.

## Origine
Motivul pentru care pisicile sunt văzute ca yōkai în mitologia japoneză este atribuit multora dintre caracteristicile lor: de exemplu, irișii ochilor își schimbă forma în funcție de momentul zilei, blana lor poate părea să provoace scântei atunci când sunt mângâiate (din cauza electricității statice), uneori ling sânge, pot merge fără să scoată un sunet, natura lor sălbatică care rămâne în ciuda blândeții pe care o pot arăta, sunt dificil de controlat (spre deosebire de câini), ghearele și dinții ascuțiți, obiceiurile nocturne, viteza și agilitatea.  
Multe alte animale apar ca yōkai în poveștile vechi și prezintă atribute similare: tenacitatea profundă a șerpilor, capacitatea vulpilor (kitsune) de a se transforma în femei. Cu toate acestea, pisicile figurează într-un număr mare de povești și superstiții, deoarece trăiesc cu oamenii, dar își păstrează esența sălbatică și aerul de mister. 
O credință populară despre bakeneko este că linge ulei de lampă.  În enciclopedia perioadei Edo, Wakan Sansai Zue, se spune că o pisică care linge acest ulei este un semn al unui eveniment ciudat iminent.  Oamenii de la începutul perioadei moderne foloseau uleiuri de pește ieftine în lămpi, de exemplu ulei de sardină; asta ar putea explica pisicile care vor să le lingă.   De asemenea, în acel moment dieta japoneză se baza pe cereale și legume și, în timp ce resturile erau hrănite pisicilor, ca și carnivore, pisicilor le-ar fi lipsit proteinele și grăsimile și, prin urmare, ar fi fost și mai atrase de uleiurile de lampă.  Mai mult, vederea unei pisici care stătea pe picioarele din spate pentru a ajunge la o lampă, cu fața luminată de anticipare, ar fi putut părea ciudată și nefirească, ca un yōkai.  Furtul de obiecte de uz casnic este în mod obișnuit asociat cu multe fantome japoneze și, astfel, dispariția uleiului de lampă atunci când era prezentă o pisică a ajutat la asocierea pisicii cu supranaturalul. 

## Legendele populare
Ca și în cazul unei nekomata, un alt yōkai asemănător unei pisici despre care se spune că evoluează dintr-o pisică a cărei coadă s-a împărțit în două când a îmbătrânit, există credințe populare în Japonia despre pisicile în vârstă care se transformă în bakeneko. Există povești despre pisici care au devenit bakeneko după ce au fost crescute timp de doisprezece ani în prefectura Ibaraki și prefectura Nagano și timp de treisprezece ani în districtul Kunigami, prefectura Okinawa. În districtul Yamagata, prefectura Hiroshima, se spune că o pisică crescută timp de șapte ani sau mai mult o va ucide pe cea care a crescut-o. Există, de asemenea, multe regiuni în care, datorită acestei superstiții, oamenii au decis în prealabil câți ani vor crește o pisică.  În funcție de zonă, există povești în care pisicile care au fost ucise brutal de oameni ar deveni bakeneko și ar blestema acel om. Poveștile cu Bakeneko nu sunt doar despre pisici în vârstă, ci și uneori despre răzbunare împotriva oamenilor cruzi. 
Abilitățile atribuite lui bakeneko sunt diverse, inclusiv schimbarea formei în oameni,   purtând un prosop sau șervețel pe cap și dansând,   rostind cuvinte umane,   blestemând oamenii,  manipularea oamenilor morți,  posedarea oamenilor  și pândirea în munți și luarea lupilor cu ei pentru a ataca călătorii.  Ca un exemplu neobișnuit, pe insula Aji, districtul Oshika, prefectura Miyagi și în insulele Oki, prefectura Shimane, există povestea unei pisici care s-a transformat într-un om și a vrut să se angajeze în sumo. 
Legenda că pisicile ar putea vorbi ar fi putut apărea din interpretarea greșită a mieunatului pisicii ca limbaj uman; din acest motiv unii ar spune că pisica nu este un tip de yōkai. În 1992, în ziarul Yomiuri, a apărut un articol care susținea că, atunci când oamenii credeau că auziseră o pisică vorbind, ascultând a doua oară, își dădeau seama că era pur și simplu mieunatul pisicii și că era doar o coincidență că semăna cu un cuvânt uman. 
În perioada Edo (1603-1867), exista credința populară că pisicile cu coada lungă, precum șerpii, ar putea să vrăjească oamenii. Pisicile cu cozile lungi nu erau antipatice și exista obiceiul de a le tăia cozile. Se speculează că acesta este motivul pentru care există atât de multe pisici în Japonia cu cozile scurte acum, selecția naturală favorizându-le pe cele cu coada scurtă. 
Convingerile populare că pisicile pot provoca fenomene ciudate nu se limitează la Japonia. De exemplu, în Jinhua, Zhejiang, în China, se spune că o pisică care a fost crescută de oameni de trei ani ar începe să-i vrăjească. Deoarece pisicile cu coada albă se spune că sunt deosebit de bune la acest lucru, abținerea de la creșterea lor a devenit obișnuită. Din moment ce se spune că abilitatea lor de a vrăji pe oameni provine din preluarea energiei spirituale a lunii, se spune că atunci când o pisică se uită la lună, ar trebui ucisă pe loc, indiferent dacă i s-a tăiat coada sau nu. 

### Povestea lui Takasu Genbei
O poveste faimoasă despre bakeneko este despre un bărbat pe nume Takasu Genbei, a cărui mamă și-a schimbat complet personalitatea după ce pisica lui a dispărut mulți ani. Mama sa evita compania prietenilor și a familiei și își lua mesele singură în camera ei. Când familia a privit-o, au văzut un monstru asemănător unei pisici în hainele mamei, mestecând carcase de animale. Takasu, încă sceptic, a ucis ceea ce arăta ca mama lui și, după o zi, corpul mamei sale s-a transformat înapoi în pisica lui care lipsise. Takasu a rupt apoi podeaua din camera mamei sale pentru a-i găsi scheletul ascuns acolo, cu oasele roase de orice carne. 

## Scrieri și literatură

### Tulburarea lui Nabeshima
Există o legendă bakeneko care are loc în timpul lui Nabeshima Mitsushige⁠(d), al doilea daimyō din domeniul Saga, provincia Hizen. Mitsushige avea un servitor pe nume  Ryūzōji Matashichirō, care a fost omorât. Mama lui Ryūzōji, în timp ce își povestea durerile cu pisica ei, s-a sinucis. Pisica a lins sângele mamei, a devenit bakeneko, a intrat în castel și l-a chinuit pe Mitsushige în fiecare seară până când fidelul său ajutor Komori Hanzaemon a ucis-o și a salvat familia Nabeshima. 
Din punct de vedere istoric, clanul Ryūzōji era mai vechi decât clanul Nabeshima din Hizen. După moartea lui Ryūzōji Takanobu, asistenta sa Nabeshima Naoshige a deținut puterea reală, iar după moartea bruscă a nepotului lui Takanobu, Takafusa, tatăl său Masaie s-a sinucis și el. Ulterior, deoarece rămășițele clanului Ryūzōji au creat tulburări în ordinea publică lângă castelul Saga, Naoshige, pentru a pacifica spiritele Ryūzōji, a construit Tenyū-ji (acum în Tafuse, Saga). Aceasta a fost considerată originea tulburării și se crede că bakeneko a fost o expresie a resentimentului Ryūzōji sub forma unei pisici.   De asemenea, moștenirea puterii de la clanul Ryūzōji la clanul Nabeshima nu a fost o problemă, dar din cauza morții lui Takanobu și a morții subite a fiului lui Nabeshima Katsushige, unii subliniază că acest kaidan (poveste cu fantome) a apărut dintr-o dramatizare a acestei serie de evenimente. 
Această legendă a fost transformată și într-un shibai (piesă de teatru).

### Altele

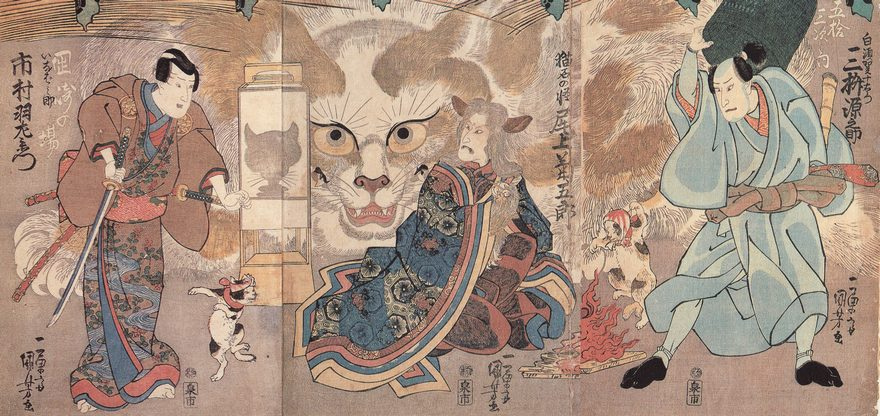
„Ume no Haru Gojūsantsugi” (梅 初春 五十 三 駅) de Utagawa Kuniyoshi. O piesă kabuki care a fost interpretată în 1835, înfățișează o pisică care s-a transformat într-o femeie bătrână, o pisică purtând un văl și dansând și umbra unei pisici care linge o lampă.

Pisicile ca yōkai din literatură datează din perioada Kamakura (1185–1333). Poveștile vechi despre bakeneko din acea perioadă sunt adesea asociate cu templele, dar se crede că motivul este că atunci când budismul a venit în Japonia, pentru a proteja sutrele (textele sacre) de a fi mestecate de șobolani, pisicile erau adus și ele. 
În perioada Edo (1603-1867), poveștile despre bakeneko au început să apară în eseuri și colecții kaidan din diferite domenii. În cel de-al patrulea volum din „Mimibukuro”, se afirmă că orice pisică de oriunde care trăiește zece ani ar începe să vorbească ca om  și că pisicile născute din unirea unei vulpi și a unei pisici ar începe să vorbească chiar înainte să împlinească zece ani.  Conform poveștilor despre pisici care se transformă, pisicile în vârstă s-ar transforma foarte des în femei bătrâne.  Perioada Edo a fost epoca de aur pentru kaidan despre bakeneko, iar cu shibai precum „tulburarea Nabeshima Bakeneko”, acestea au devenit și mai faimoase. 
În Makidani, Yamasaki, districtul Shisō, provincia Harima (acum în Shisō, prefectura Hyōgo ), a fost transmisă o poveste despre o persoană din Karakawa care era bakeneko. Același fel de poveste a fost găsit și în Taniguchi, satul Fukusaki, districtul Jinsai, din aceeași provincie, unde se spune că în Kongōjō-ji, un bakeneko care a tulburat un sătean a fost ucis de cineva din templu. 
În 1909, articole despre pisici care au izbucnit în dans în locuințele din cartierul Honjo din Tokyo au fost publicate în ziare precum Sports Hochi, Yorozu Chōhō și Yamato Shimbun . 

## În cultura populară

### În anime
Un bakeneko apare în seria japoneză de televiziune anime Ayakashi: Samurai Horror Tales⁠(d). 

### În filme
Bakeneko a apărut în filme japoneze - incluzând mai precis subgenul filmelor de groază cunoscute sub numele de filme „pisică monstru” sau „pisică fantomă” (kaibyō eiga sau bake neko mono), un subgen derivat în primul rând din repertoriul teatrului kabuki.  În astfel de filme, bakeneko este adesea descris ca un spirit răzbunător care se manifestă sub forma unei femei asemănătoare unei pisici. 